# Борис Жидиславич
Борис Жидиславич (XII століття, точні дати життя невідомі) — суздальський боярин-воєвода князя Андрія Боголюбського, який відзначився під час Розорення Києва в 1169 році.
Він був посланий Боголюбським на Київ у 1169 як співкомандувач володимиро-суздальським військом, вдруге — в 1172, коли він «тримав весь наряд» у володимирському війську.
До 1173 і початку 1174 відноситься його боротьба з Ростиславичами, що почалася внаслідок вбивства Гліба Юрійовича, брата Андрія Боголюбського, і відмови київського князя Мстислава Ростиславича видати Боголюбському вбивць.
Суздальські війська двічі були розбиті, особливо відчутною була поразка, завдана Мстиславом біля Вишгорода.
Близько 1174 він був новгородським посадником.
Коли 1174 року мерянська знать убила Андрія Боголюбського, Ростов і Суздаль за порадою рязанського князя Гліба закликали до себе племінників Андрія, Мстислава та Ярополка Ростиславичів, а Володимир — його молодшого брата Всеволода Юрійовича. Між цими містами розпочалася боротьба, що закінчилася на користь Всеволода.
Борис Жидиславич воював на боці Ростиславичів і брав участь із ними у битві на річці Колакші, де Всеволод здобув перемогу і взяв у полон Бориса Жидиславича (1177).